# Heather Stephens
Heather Stephens (3 novembre 1971) è un'attrice statunitense.

## Filmografia

### Cinema
- The Disappearance of Kevin Johnson, regia di Francis Megahy (1996)
- Dead of Night, regia di Kristoffer Tabori (1996)
- Strade perdute (Lost Highway), regia di David Lynch (1997)
- Dante's Peak - La furia della montagna (Dante's Peak), regia di Roger Donaldson (1997)
- With Friends Like These..., regia di Philip Frank Messina (1998)
- Tina Gets Her Man, regia di Gregory Avellone - cortometraggio (1998)
- Clubland, regia di Mary Lambert (1999)
- Blue Ridge Fall, regia di James Rowe (1999)
- Perversioni di lusso (The In Crowd), regia di Mary Lambert (2000)
- I gattoni (Tomcats), regia di Gregory Poirier (2001)
- Father vs. Son, regia di Joe Ballarini (2010)
- Il fidanzato della mia ragazza (My Girlfriend's Boyfriend), regia di Daryn Tufts (2010)
- The Frankenstein Theory, regia di Andrew Weiner (2013)

### Televisione
- The Watcher – serie TV, episodio 1x09 (1995)
- The Drew Carey Show – serie TV, episodio 1x10 (1995)
- Cybill – serie TV, episodio 3x16 (1997)
- Beverly Hills 90210 – serie TV, episodio 7x20 (1997)
- Io e mio fratello (Boston Common) – serie TV, episodio 2x21 (1997)
- Steel Chariots, regia di Tommy Lee Wallace – film TV (1997)
- Baywatch – serie TV, episodi 8x20-8x21-8x22 (1998)
- Insieme per sempre (Forever Love), regia di Michael Switzer – film TV (1998)
- Angel – serie TV, episodio 1x13 (2000)
- Do Over – serie TV, episodio 1x12 (2002)
- Senza traccia (Without a Trace) – serie TV, episodio 1x09 (2002)
- Men, Women & Dogs – serie TV, 13 episodi (2001-2002)
- Splitsville, regia di Adam Shankman – film TV (2003)
- Las Vegas – serie TV, episodio 2x20 (2005)
- Desperate Housewives – serie TV, episodi 1x07-1x21 (2004-2005)
- CSI - Scena del crimine (CSI: Crime Scene Investigation) – serie TV, episodio 6x10 (2005)
- 20 Things to Do Before You're 30, regia di Alan R. Cohen e Alan Freedland – film TV (2005)
- E-Ring – serie TV, episodio 1x16 (2006)
- Saved – serie TV, 4 episodi (2006)
- CSI: Miami – serie TV, episodio 5x06 (2006)
- Our Thirties, regia di Dennie Gordon – film TV (2006)
- Moonlight – serie TV, episodio 1x16 (2008)
- Man of Your Dreams, regia di Jason Ensler – film TV (2008)
- Messengers 2 - L'inizio della fine (Messengers 2: The Scarecrow), regia di Martin Barnewitz – film TV (2009)
- The Forgotten – serie TV, 12 episodi (2009-2010)
- Dr. House - Medical Division (House, M.D.) – serie TV, episodio 8x05 (2011)
- NCIS - Unità anticrimine (NCIS: Naval Criminal Investigative Service) – serie TV, episodio 10x01 (2012)
- Reckless – serie TV, episodio 1x03 (2014)

## Doppiatrici italiane
Nelle versioni in italiano delle opere in cui ha recitato, Heather Stephens è stata doppiata da:
- Laura Lenghi in Desperate Housewives
- Alessandra Korompay in CSI - Scena del crimine
- Antonella Alessandro in CSI: Miami
- Emanuela Baroni in Dr. House - Medical Division
- Monica Vulcano in NCIS - Unità anticrimine